# Брент Гайндс
Вільям Брент Гайндс (англ. William Brent Hinds; 16 січня 1974, Гелена), більш відомий як Брент Гайндс (англ. Brent Hinds) — американський музикант, більш відомий як соло-гітарист метал-гурту Атланти Mastodon, де він розділяє функції гітариста з Біллом Келлігером, та вокаліста з Троєм Сандерсом та Бранном Дейлором.
Гайндс також є соло-гітаристом/вокалістом серфабіллі-гурту Fiend Without a Face і бере участь в інших проектах, зокрема класичних рок-гуртів The Blood Vessels, West End Motel, Four Hour Fogger, The Last of the Blue Eyed Devils, Giraffe Tongue Orchestra і Legend of the Seagullmen.

## Життєпис
У перші роки Mastodon Гайндс працював теслею на повний робочий день, коли не гастролював для просування групи.
Гайндс поїхав з Алабами в Атланту, штат Джорджія, щоб зайнятися музичною кар'єрою. Саме в цей час він познайомився з Троєм Сандерсом, майбутнім учасником Mastodon. За словами Сандерса, він «прожив у своєму фургоні наступні п'ять років», ставши учасником тодішньої групи Сандерса Four Hour Fogger. Перше тренування, яке він відвідав із цією групою, він нібито «з'явився таким виснаженим, що навіть не міг грати».
Після того, як Four Hour Fogger розпався, вони залишилися разом, зрештою зустрівши Бранна Дейлора та Білла Келлігера на концерті High on Fire у «підвалі їхнього друга». Четверо розпочали нову музичну справу з тодішнім співаком Еріком Сейнером, гастролюючи південними США, працюючи 40 годин на тиждень і займаючись гуртом у вільний час. Основний успіх гурту прийшов після того, як Сейнер покинув групу, висунувши Гайндса на передній план не лише як гітариста, але й як вокаліста, обов'язки якого він розділив із Сандерсом.
Гайндс продовжує зосереджуватися на Mastodon, причому більшу частину свого часу проводить у турах або в студії. Він також із задоволенням просуває свій менш відомий психоделічний рок-гурт Fiend Without a Face і свій класичний рок-гурт Blood Vessels. Гайндс також написав партитуру до фільму «Джона Гекс».
У червні 2011 року проєкти Гайндса «Fiend Without a Face» і «West End Motel» випустили дебютний студійний альбом на подвійному CD.
У 2012 році Гайндс сформував супергурт Giraffe Tongue Orchestra разом із колегою-гітаристом Беном Вайнманом із The Dillinger Escape Plan, колишнім басистом Jane's Addiction Еріком Евері, нинішнім вокалістом Alice in Chains Вільямом Дювалем та колишнім барабанщиком The Mars Volta Томасом Придженом.
Гайндс працюватиме з супергрупою психоделічного року Legend of the Seagullmen разом з Денні Кері з Tool та іншими. Їхній однойменний дебютний альбом був випущений у лютому 2018 року на Dine Alone Records.

## Особисте життя
Гайндс дуже любить палити марихуану, і ставить під сумнів те, що Америка є вільною країною. В онлайн-інтерв'ю він заявив, що курить марихуану майже щодня. Гайндс цитується наступним чином: «Вони кажуть, що якщо, знаєте, терористи і такі, як ненависники свободи, хочуть підірвати Америку, тому що ми такі вільні, але чому б їм не перетворити Голландію на пил, тому що ви, хлопці, найвільніші люди в світі?».